# Stella Hähnel
Stella Hähnel (geborene Palau, geschiedene Schweigert; * 1972 in Berlin) ist eine deutsche Politikerin (NPD) und war aufgrund ihrer Funktion als Bundessprecherin des Rings Nationaler Frauen beim NPD-Bundesparteitag im November 2006 und im Mai 2008 als Beisitzerin Mitglied des Bundesvorstandes der Partei. Bis 2009 war sie im NPD-Bundesvorstand für das Referat Familie tätig.

## Leben
Die Bankangestellte Stella Palau wurde Ende der 1990er Jahre NPD-Mitglied, war eine der Anführerinnen des „Skingirlfreundeskreises Deutschland“ (SFD) und zeichnete für die Website des SFD verantwortlich. Gleichzeitig wirkte sie als stellvertretende Vorsitzende der NPD in Berlin und Kreisvorsitzende in Pankow. Am 20. April 2000, dem Geburtstag Adolf Hitlers – die Wahl des Datums sei, so Palau in einem Interview mit der Berliner Tageszeitung Der Tagesspiegel, als Provokation gemeint gewesen – heiratete sie in Berlin den bekannten Neonaziführer Oliver Schweigert (GdNF, FAP, NA). Nach Auflösung des SFD im Jahr 2000 wurde sie Anfang 2001 eine der Mitgründerinnen der „Gemeinschaft Deutscher Frauen“ (GDF). Nach ihrer Scheidung von Schweigert ging sie eine Beziehung mit dem NPD-Funktionär und „nationalen Liedermacher“ Jörg Hähnel ein, mit dem sie gemeinsam den NPD-Vorsitz in Berlin-Pankow ausübte. Im Frühjahr 2006 verlagerte sie ihren Lebensmittelpunkt nach Hohen Neuendorf im Brandenburger Landkreis Oberhavel, wo sie sich leitend im Familienzentrum Hohen-Neuendorf engagierte, bis sie nach Bekanntwerden ihres rechtsextremen Hintergrundes davon ausgeschlossen wurde.
Stella Hähnel war 2007 im Berliner Landesvorstand der NPD als Beisitzerin sowie als Pressesprecherin des Landesverbandes tätig und veröffentlichte in der NPD-Parteizeitung Deutsche Stimme. Zusammen mit Gitta Schüßler und Judith Rothe gründete sie im September 2006 den Ring Nationaler Frauen (RNF), eine bundesweite Unterorganisation der NPD, und wurde dessen Pressesprecherin und stellvertretende Vorsitzende. Auf dem NPD-Bundesparteitag am 11. und 12. November 2006 wurde sie als RNF-Vertreterin und zweite Frau neben Doris Zutt in den NPD-Bundesvorstand für das Referat Familie aufgenommen. Im Dezember 2007 heiratete sie ihren Lebensgefährten Jörg Hähnel und Palau trug nun den Nachnamen ihres Mannes. Nochmals wurde Hähnel im Mai 2008 in ihrer Funktion als Bundessprecherin des RNF als Beisitzerin in den Bundesvorstand der NPD aufgenommen. 2008 zog sie mit ihrem Mann von Oberhavel nach Teltow-Fläming. Wie ihr Mann war Hähnel Mitglied der Ende März 2009 verbotenen Heimattreuen Deutschen Jugend. Im Juli 2009 verursachte sie durch einen Misstrauensantrags den Rücktritt der RNF-Vorsitzenden Gitta Schüßler. Bis Mitte Oktober 2009 wurde sie zusammen mit Judith Rothe kommissarische Nachfolgerin der Vorsitzenden des RNF, Gitta Schüßler. Zur Vorsitzenden des RNF wurde Mitte Oktober Edda Schmidt gewählt.
Für die Bundestagswahl 2009 kandidierte sie als Direktkandidatin der NPD im Wahlkreis 63: Dahme-Spreewald – Teltow-Fläming III – Oberspreewald-Lausitz I und bei Landtagswahl in Brandenburg 2009 auf Platz 6 der Landesliste. Bei beiden Wahlen scheiterte die NPD an der Fünf-Prozent-Hürde.
Im März 2013 wurde sie Vorsitzende des NPD-Kreisverbandes Dahmeland, der aus den Landkreisen Teltow Fläming und Dahme-Spreewald besteht und 2014 30 Mitglieder hatte.
Für die Bundestagswahl 2013 wurde Hähnel von der NPD auf Platz 2 der Landesliste Brandenburg gewählt. Für die Landtagswahl in Brandenburg 2014 wurde sie auf den siebten Platz der Landesliste gewählt. Bei beiden Wahlen scheiterte die NPD an der Fünf-Prozent-Hürde. Bei den Kommunalwahlen in Brandenburg 2014 erhielt die NPD 1,4 % der Stimmen und Hähnel gelangte so in den Kreistag des Landkreises Teltow-Fläming.
Seit Februar 2017 arbeitet sie als freiberufliche Fotografin unter dem Namen Stella Rebekka Fotografie in Berlin, Teltow-Fläming und Süd-Brandenburg. Sie lebt in der Gemeinde Am Mellensee im Landkreis Teltow-Fläming und hat drei Kinder.